# Ruprecht van Palts-Mosbach
Ruprecht van Palts-Mosbach (25 november 1437 – Ybbs, 10 oktober 1465) was prins-bisschop van Regensburg van 1457 tot 1465.

## Biografie
Ruprecht was de tweede zoon en het vierde kind van paltsgraaf Otto I van Mosbach en Johanna van Beieren. Als jongere zoon was hij al vroeg voorbestemd voor een loopbaan als geestelijke. Als kind werd Ruprecht  domheer in Freising, Passau en Regensburg. In Regensburg werd hij in 1452 tot domproost gekozen. 
In 1457 overleed bisschop Frederik III van Regensburg. Het domkapittel koos Hendrik van Absberg als zijn opvolger. De geldigheid van de verkiezing werd echter aangevochten omdat er te weinig deelnemers zouden zijn geweest. Keizer Frederik III en hertog Lodewijk van Beieren-Landshut, Ruprechts oom, wendden hun invloed bij de paus aan om Ruprecht tot bisschop van Regensburg te laten benoemen. Met hulp van kardinaal Enea Silvio Piccolomini werd Ruprecht op 2 september 1457 door de Pauselijke Curie als bisschop erkend.
Ruprecht was de eerste bisschop van Regensburg uit het Huis Wittelsbach. Zijn verkiezing was een overwinning voor hertog Lodewijk van Beieren-Landshut, die zijn politieke invloed in de bisdommen Freising en Regensburg wilde uitbreidden. Omdat er bij de aanstelling van Ruprecht geen voorwaarden waren gesteld door het domkapittel stond niets de invloed van de hertog van Beieren in de weg.
Na zijn verkiezing vertrok Ruprecht naar Pavia, waar hij aan de universiteit ging studeren. Met toestemming van de curie werd zijn bisschopswijding uitgesteld. Het bestuur van Regensburg liet hij over aan hertog Lodewijk. Op 18 oktober 1461 nam Ruprecht daadwerkelijk het bestuur van zijn (prins-)bisdom over. Ruprecht overleed vier jaar later in Ybbs, tijdens een reis naar de Regensburgse bezittingen in Oostenrijk. Zijn lichaam werd bijgezet in de Dom van Regensburg. Vanwege zijn korte ambtsperiode heeft Ruprecht weinig invloed gehad op het bisdom. Hoewel vlak voor zijn dood de statuten van het bisdom opnieuw werden vastgesteld, is het onduidelijk in hoeverre de bisschop betrokken was bij hun samenstelling. Ruprecht werd opgevolgd door zijn tegenstander bij de verkiezing van 1457, Hendrik van Absberg.